# Žaltice
Žaltice je malá vesnice, část obce Mirkovice v okrese Český Krumlov. Nachází se asi 1 km na východ od Mirkovic. Je zde evidováno 27 adres.
Žaltice je také název katastrálního území o rozloze 2,15 km².

## Historie
První písemná zmínka o vesnici pochází z roku 1315.